# Campionati del mondo di triathlon del 2016
I campionati del mondo di triathlon del 2016 sono consistiti in una serie di otto gare di Campionati del mondo che hanno condotto alla Gran Finale di Cozumel, (Messico) nel mese di settembre del 2016.
La serie è stata organizzata sotto il patrocinio dell'Associazione che gestisce il trathlon a livello mondiale - la International Triathlon Union (ITU).
La serie di gare dei Campionati del mondo ha toccato Abu Dhabi, Gold Coast, Città del Capo per poi raggiungere Yokohama, Leeds, Stoccolma, Amburgo, Edmonton, e Cozumel.
La Gran Finale di Cozumel comprende anche i Campionati del Mondo Under 23, Junior, divisione Paratriathlon, decisi in un'unica gara.
Gli atleti élite, uomini e donne, sono stati incoronati sulla base del punteggio finale attribuito dalla serie di gare dei campionati del mondo.
Tra gli uomini ha vinto lo spagnolo Mario Mola, mentre la gara femminile è andata alla bermudiana Flora Duffy.
La gara Under 23 è andata all'olandese Jorik Van Egdom e alla tedesca Laura Lindemann.
Tra gli juniores, lo statunitense Austin Hindman e la connazionale Taylor Knibb hanno conseguito l'alloro mondiale.

## Gli eventi della serie
Per il nono anno i campionati del mondo di triathlon prevedono la formula delle series. I nove eventi, comprensivii della Gran Finale, si sono tenuti in quattro diversi continenti, in particolare nelle località precedentemente utilizzate con successo nelle gare di coppa del mondo.
La località olimpica precedentemente interessata dalle gare della serie è Londra.
| Data            | Località                       | Tipo        |
| --------------- | ------------------------------ | ----------- |
| 5-6 marzo       | Abu Dhabi, Emirati Arabi Uniti | Evento      |
| 10 aprile       | Gold Coast, Australia          | Evento      |
| 23-24 aprile    | Città del Capo, Sudafrica      | Evento      |
| 14-15 maggio    | Yokohama, Giappone             | Evento      |
| 11-12 giugno    | Leeds, Regno Unito             | Evento      |
| 2-3 luglio      | Stoccolma, Svezia              | Evento      |
| 16-17 luglio    | Amburgo, Germania              | Evento      |
| 3-4 settembre   | Edmonton, Canada               | Evento      |
| 11-18 settembre | Cozumel, Messico               | Gran Finale |

## Risultati

### Classifica generale Campionati del mondo 2016

#### Élite Uomini
| Pos. | Nome              | Paese       | Punti |
| ---- | ----------------- | ----------- | ----- |
|      | Mario Mola        | Spagna      | 4.819 |
|      | Jonathan Brownlee | Regno Unito | 4.815 |
|      | Fernando Alarza   | Spagna      | 4.087 |
| 4    | Henri Schoeman    | Sudafrica   | 3.160 |
| 5    | Richard Murray    | Sudafrica   | 2.975 |
| 6    | Ryan Bailie       | Australia   | 2.893 |
| 7    | Crisanto Grajales | Messico     | 2.822 |
| 8    | Pierre Le Corre   | Francia     | 2.810 |
| 9    | Adam Bowden       | Regno Unito | 2.700 |
| 10   | Alistair Brownlee | Regno Unito | 2.679 |

#### Élite donne
| Pos. | Nome              | Paese         | Punti |
| ---- | ----------------- | ------------- | ----- |
|      | Flora Duffy       | Bermuda       | 4.691 |
|      | Gwen Jorgensen    | Stati Uniti   | 4.435 |
|      | Ai Ueda           | Giappone      | 3.616 |
| 4    | Katie Zaferes     | Stati Uniti   | 3.437 |
| 5    | Helen Jenkins     | Regno Unito   | 3.410 |
| 6    | Andrea Hewitt     | Nuova Zelanda | 3.223 |
| 7    | Jodie Stimpson    | Regno Unito   | 3.145 |
| 8    | Charlotte McShane | Australia     | 3.095 |
| 9    | Sarah True        | Stati Uniti   | 2.855 |
| 10   | Ashleigh Gentle   | Australia     | 2.825 |

### Risultati Gran Finale
La Gran Finale dei Campionati mondiali di triathlon del 2016 si è tenuta a Cozumel, Messico nei giorni 18 settembre 2016.

#### Élite uomini
| Pos. | Nome              | Paese       | Nuoto    | Bici     | Corsa    | Totale   |
| ---- | ----------------- | ----------- | -------- | -------- | -------- | -------- |
|      | Henri Schoeman    | Sudafrica   | 00:16:55 | 00:56:33 | 00:32:06 | 01:46:50 |
|      | Jonathan Brownlee | Regno Unito | 00:16:53 | 00:56:36 | 00:32:25 | 01:47:08 |
|      | Alistair Brownlee | Regno Unito | 00:16:52 | 00:56:33 | 00:32:23 | 01:47:08 |

Classifica completa

#### Élite donne
| Pos. | Nome              | Paese       | Nuoto    | Bici     | Corsa    | Totale   |
| ---- | ----------------- | ----------- | -------- | -------- | -------- | -------- |
|      | Flora Duffy       | Bermuda     | 00:18:28 | 01:02:23 | 00:35:44 | 01:57:59 |
|      | Gwen Jorgensen    | Stati Uniti | 00:18:38 | 01:03:22 | 00:35:53 | 01:59:16 |
|      | Charlotte McShane | Australia   | 00:19:12 | 01:02:50 | 00:36:01 | 01:59:25 |

Classifica completa

#### Junior uomini
| Pos. | Nome           | Paese       | Nuoto    | Bici     | Corsa    | Totale   |
| ---- | -------------- | ----------- | -------- | -------- | -------- | -------- |
|      | Austin Hindman | Stati Uniti | 00:09:06 | 00:28:08 | 00:15:47 | 00:54:02 |
|      | Charles Paquet | Canada      | 00:09:03 | 00:28:10 | 00:16:00 | 00:54:12 |
|      | Ben Dijkstra   | Regno Unito | 00:09:07 | 00:28:00 | 00:16:15 | 00:54:20 |

Classifica completa

#### Junior donne
| Pos. | Nome          | Paese         | Nuoto    | Bici     | Corsa    | Totale   |
| ---- | ------------- | ------------- | -------- | -------- | -------- | -------- |
|      | Taylor Knibb  | Stati Uniti   | 00:10:11 | 00:29:42 | 00:18:00 | 00:59:05 |
|      | Lisa Tertsch  | Germania      | 00:10:12 | 00:30:24 | 00:17:56 | 00:59:41 |
|      | Hye Rim Jeong | Corea del Sud | 00:09:59 | 00:30:38 | 00:18:03 | 00:59:50 |

Classifica completa

#### Under 23 uomini
| Pos. | Nome            | Paese       | Nuoto    | Bici     | Corsa    | Totale   |
| ---- | --------------- | ----------- | -------- | -------- | -------- | -------- |
|      | Jorik Van Egdom | Paesi Bassi | 00:24:54 | 00:54:38 | 00:32:03 | 01:52:39 |
|      | Manoel Messias  | Brasile     | 00:24:56 | 00:55:24 | 00:31:39 | 01:53:00 |
|      | Bence Bicsák    | Ungheria    | 00:24:07 | 00:56:11 | 00:31:42 | 01:53:02 |

Classifica completa

#### Under 23 donne
| Pos. | Nome            | Paese    | Nuoto    | Bici     | Corsa    | Totale   |
| ---- | --------------- | -------- | -------- | -------- | -------- | -------- |
|      | Laura Lindemann | Germania | 00:19:19 | 01:02:36 | 00:36:13 | 01:59:18 |
|      | Leonie Periault | Francia  | 00:19:14 | 01:02:44 | 00:36:30 | 01:59:33 |
|      | Sandra Dodet    | Francia  | 00:19:19 | 01:02:41 | 00:36:54 | 02:00:05 |

Classifica completa

### Risultati Serie 1 - Abu Dhabi

#### Élite uomini
| Pos. | Nome           | Paese      | Nuoto    | Bici     | Corsa    | Totale   |
| ---- | -------------- | ---------- | -------- | -------- | -------- | -------- |
|      | Mario Mola     | Spagna     | 00:18:15 | 00:56:31 | 00:30:48 | 01:46:39 |
|      | Richard Murray | Sudafrica  | 00:18:10 | 00:56:33 | 00:31:09 | 01:46:54 |
|      | João Silva     | Portogallo | 00:18:12 | 00:56:32 | 00:31:12 | 01:47:08 |

Classifica completa

#### Élite donne
| Pos. | Nome            | Paese       | Nuoto    | Bici     | Corsa    | Totale   |
| ---- | --------------- | ----------- | -------- | -------- | -------- | -------- |
|      | Jodie Stimpson  | Regno Unito | 00:19:19 | 01:00:37 | 00:34:53 | 01:56:10 |
|      | Ashleigh Gentle | Australia   | 00:19:45 | 01:00:14 | 00:35:04 | 01:56:19 |
|      | Helen Jenkins   | Regno Unito | 00:18:55 | 01:01:01 | 00:35:17 | 01:56:26 |

Classifica completa

### Risultati Serie 2 - Gold Coast

#### Élite uomini
| Pos. | Nome              | Paese       | Nuoto    | Bici     | Corsa    | Totale   |
| ---- | ----------------- | ----------- | -------- | -------- | -------- | -------- |
|      | Mario Mola        | Spagna      | 00:16:35 | 00:58:24 | 00:30:47 | 01:46:28 |
|      | Fernando Alarza   | Spagna      | 00:16:20 | 00:58:41 | 00:31:09 | 01:46:55 |
|      | Jonathan Brownlee | Regno Unito | 00:16:12 | 00:58:43 | 00:31:28 | 01:47:09 |

Classifica completa

#### Élite donne
| Pos. | Nome           | Paese         | Nuoto    | Bici     | Corsa    | Totale   |
| ---- | -------------- | ------------- | -------- | -------- | -------- | -------- |
|      | Helen Jenkins  | Regno Unito   | 00:18:22 | 01:01:43 | 00:35:08 | 01:56:03 |
|      | Gwen Jorgensen | Stati Uniti   | 00:18:21 | 01:03:16 | 00:34:17 | 01:56:44 |
|      | Andrea Hewitt  | Nuova Zelanda | 00:18:21 | 01:02:04 | 00:35:49 | 01:56:45 |

Classifica completa

### Risultati Serie 3 - Città del Capo

#### Élite uomini
| Pos. | Nome              | Paese       | Nuoto    | Bici     | Corsa    | Totale   |
| ---- | ----------------- | ----------- | -------- | -------- | -------- | -------- |
|      | Fernando Alarza   | Spagna      | 00:09:01 | 00:29:28 | 00:14:27 | 00:54:12 |
|      | Jonathan Brownlee | Regno Unito | 00:08:58 | 00:29:28 | 00:14:34 | 00:54:17 |
|      | Dorian Coninx     | Francia     | 00:08:56 | 00:29:28 | 00:14:41 | 00:54:23 |

Classifica completa

#### Élite donne
| Pos. | Nome           | Paese       | Nuoto    | Bici     | Corsa    | Totale   |
| ---- | -------------- | ----------- | -------- | -------- | -------- | -------- |
|      | Non Stanford   | Regno Unito | 00:09:27 | 00:32:36 | 00:16:18 | 00:59:49 |
|      | Jodie Stimpson | Regno Unito | 00:09:36 | 00:32:25 | 00:16:26 | 00:59:56 |
|      | Flora Duffy    | Bermuda     | 00:08:55 | 00:33:10 | 00:16:29 | 00:59:59 |

Classifica completa

### Risultati Serie 4 - Yokohama

#### Élite uomini
| Pos. | Nome                 | Paese    | Nuoto    | Bici     | Corsa    | Totale   |
| ---- | -------------------- | -------- | -------- | -------- | -------- | -------- |
|      | Mario Mola           | Spagna   | 00:19:40 | 00:56:09 | 00:29:26 | 01:46:27 |
|      | Crisanto Grajales    | Messico  | 00:19:22 | 00:56:29 | 00:29:36 | 01:46:42 |
|      | Kristian Blummenfelt | Norvegia | 00:19:31 | 00:56:13 | 00:29:44 | 01:46:45 |

Classifica completa

#### Élite donne
| Pos. | Nome            | Paese       | Nuoto    | Bici     | Corsa    | Totale   |
| ---- | --------------- | ----------- | -------- | -------- | -------- | -------- |
|      | Gwen Jorgensen  | Stati Uniti | 00:20:30 | 01:01:51 | 00:32:15 | 01:56:02 |
|      | Ashleigh Gentle | Australia   | 00:21:15 | 01:01:09 | 00:33:34 | 01:57:20 |
|      | Ai Ueda         | Giappone    | 00:21:16 | 01:01:04 | 00:33:48 | 01:57:25 |

Classifica completa

### Risultati Serie 5 - Leeds

#### Élite uomini
| Pos. | Nome              | Paese       | Nuoto    | Bici     | Corsa    | Totale   |
| ---- | ----------------- | ----------- | -------- | -------- | -------- | -------- |
|      | Alistair Brownlee | Regno Unito | 00:17:07 | 00:59:43 | 00:31:10 | 01:49:27 |
|      | Jonathan Brownlee | Regno Unito | 00:17:03 | 00:59:39 | 00:31:44 | 01:49:59 |
|      | Aaron Royle       | Australia   | 00:17:02 | 00:59:42 | 00:32:16 | 01:50:33 |

Classifica completa

#### Élite donne
| Pos. | Nome           | Paese       | Nuoto    | Bici     | Corsa    | Totale   |
| ---- | -------------- | ----------- | -------- | -------- | -------- | -------- |
|      | Gwen Jorgensen | Stati Uniti | 00:18:41 | 01:06:47 | 00:33:29 | 02:00:33 |
|      | Flora Duffy    | Bermuda     | 00:18:33 | 01:05:18 | 00:35:53 | 02:01:24 |
|      | Vicky Holland  | Regno Unito | 00:18:41 | 01:06:39 | 00:34:56 | 02:01:57 |

Classifica completa

### Risultati Serie 6 - Stoccolma

#### Élite uomini
| Pos. | Nome              | Paese       | Nuoto    | Bici     | Corsa    | Totale   |
| ---- | ----------------- | ----------- | -------- | -------- | -------- | -------- |
|      | Alistair Brownlee | Regno Unito | 00:17:40 | 01:01:16 | 00:30:16 | 01:50:33 |
|      | Jonathan Brownlee | Regno Unito | 00:17:41 | 01:01:23 | 00:30:27 | 01:50:43 |
|      | Pierre Le Corre   | Francia     | 00:17:45 | 01:01:17 | 00:31:12 | 01:51:30 |

Classifica completa

#### Élite donne
| Pos. | Nome          | Paese         | Nuoto    | Bici     | Corsa    | Totale   |
| ---- | ------------- | ------------- | -------- | -------- | -------- | -------- |
|      | Flora Duffy   | Bermuda       | 00:20:08 | 01:07:37 | 00:34:28 | 02:03:38 |
|      | Andrea Hewitt | Nuova Zelanda | 00:20:53 | 01:07:20 | 00:34:23 | 02:03:58 |
|      | Helen Jenkins | Regno Unito   | 00:20:51 | 01:07:19 | 00:34:30 | 02:04:06 |

Classifica completa

### Risultati Serie 7 - Amburgo

#### Élite uomini
| Pos. | Nome              | Paese     | Nuoto    | Bici     | Corsa    | Totale   |
| ---- | ----------------- | --------- | -------- | -------- | -------- | -------- |
|      | Mario Mola        | Spagna    | 00:09:01 | 00:28:04 | 00:14:17 | 00:52:19 |
|      | Jacob Birtwhistle | Australia | 00:09:05 | 00:28:04 | 00:14:32 | 00:52:36 |
|      | Fernando Alarza   | Spagna    | 00:09:07 | 00:28:08 | 00:14:24 | 00:52:36 |

Classifica completa

#### Élite donne
| Pos. | Nome           | Paese       | Nuoto    | Bici     | Corsa    | Totale   |
| ---- | -------------- | ----------- | -------- | -------- | -------- | -------- |
|      | Katie Zaferes  | Stati Uniti | 00:09:41 | 00:30:00 | 00:16:17 | 00:57:03 |
|      | Rachel Klamer  | Paesi Bassi | 00:09:43 | 00:29:57 | 00:16:30 | 00:57:14 |
|      | Gwen Jorgensen | Stati Uniti | 00:09:52 | 00:30:50 | 00:15:44 | 00:57:29 |

Classifica completa

### Risultati Serie 8 - Edmonton

#### Élite uomini
| Pos. | Nome              | Paese       | Nuoto    | Bici     | Corsa    | Totale   |
| ---- | ----------------- | ----------- | -------- | -------- | -------- | -------- |
|      | Jonathan Brownlee | Regno Unito | 00:08:26 | 00:27:00 | 00:14:47 | 00:51:39 |
|      | Mario Mola        | Spagna      | 00:09:04 | 00:26:32 | 00:14:50 | 00:51:56 |
|      | Richard Murray    | Sudafrica   | 00:08:42 | 00:26:50 | 00:14:57 | 00:52:01 |

Classifica completa

#### Élite donne
| Pos. | Nome          | Paese       | Nuoto    | Bici     | Corsa    | Totale   |
| ---- | ------------- | ----------- | -------- | -------- | -------- | -------- |
|      | Summer Cook   | Stati Uniti | 00:09:04 | 00:29:13 | 00:16:38 | 00:56:49 |
|      | Sarah True    | Stati Uniti | 00:09:10 | 00:29:04 | 00:17:01 | 00:56:52 |
|      | Katie Zaferes | Stati Uniti | 00:09:07 | 00:28:59 | 00:17:01 | 00:56:56 |

Classifica completa